# نورلان مندیگالیف
نورلان مندیگالیف (انگلیسی: Nurlan Mendygaliyev؛ زادهٔ ۵ آوریل ۱۹۶۱) بازیکن واترپلو اهل روسیه-قزاقستان بود.